# 桂浜

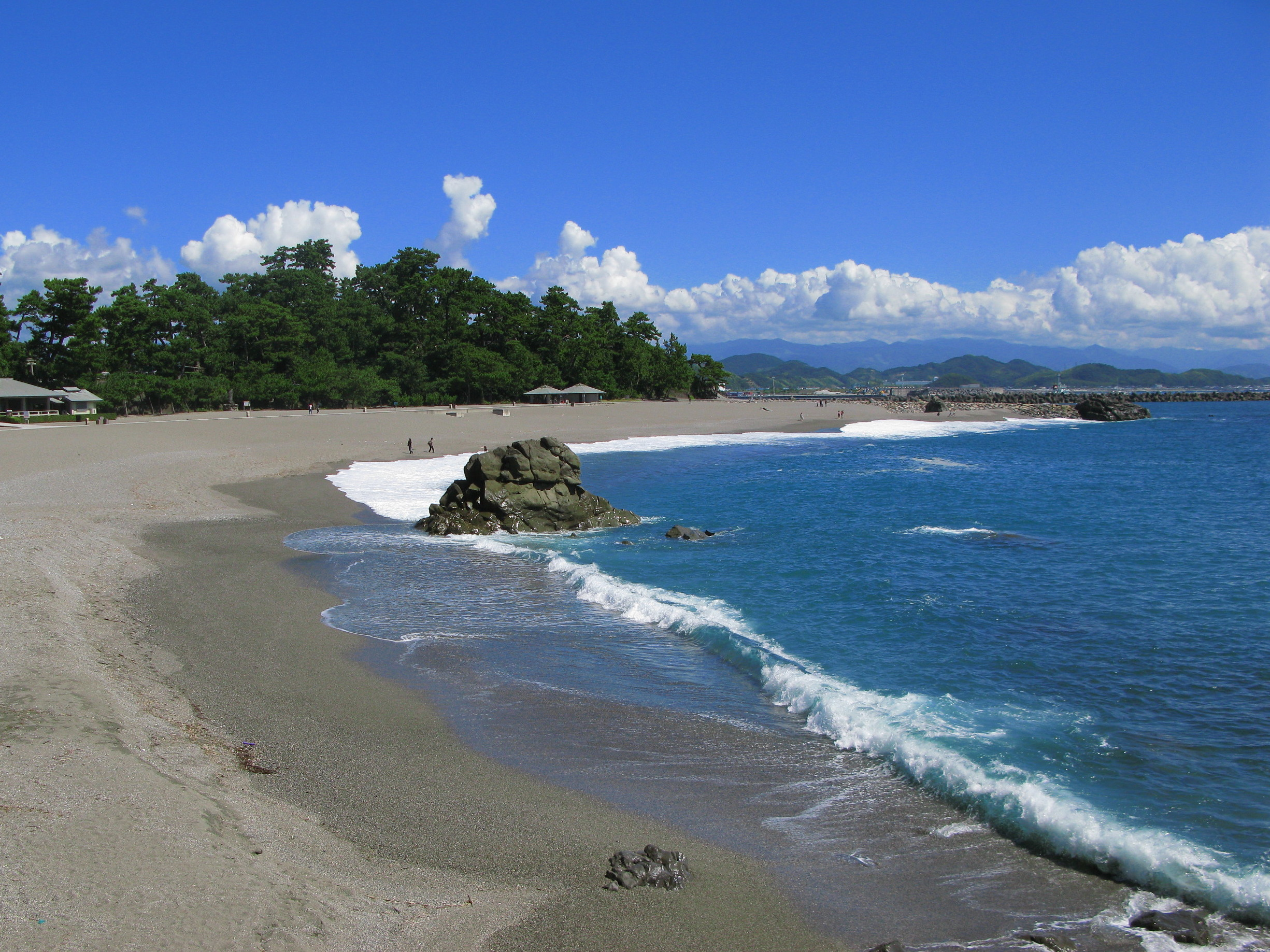
龍王岬より龍頭岬を望む

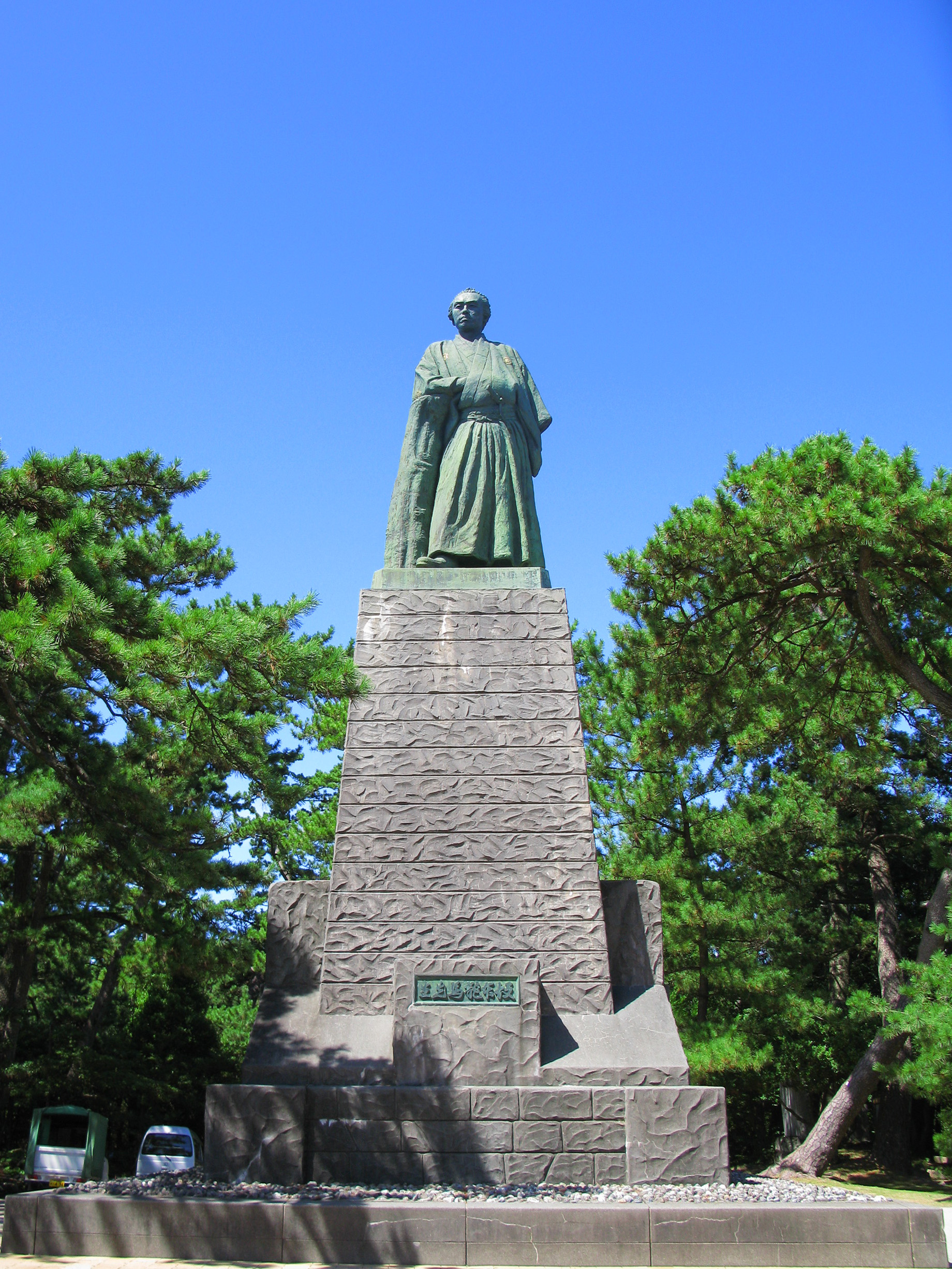
坂本龍馬像

桂浜（かつらはま）は、高知県高知市浦戸に位置し太平洋に臨む海岸。土佐民謡「よさこい節」にも詠われ、そして太平洋を望んで立つ坂本龍馬の銅像がある浜辺は、高知を代表する名所の一つとして知られる。日本の渚百選。四国八十八景26番。四国のみずべ八十八カ所。

## 概要
桂浜は一般的には龍頭岬（上龍頭岬）と龍王岬（下龍頭岬）の間に延びる本浜という砂浜をいう。また龍頭岬の東側には東浜、龍王岬の西側には西浜がある。本浜には休憩所があり、2021年12月28日に展望台や飲食スペースを備えた鉄筋コンクリート造りの新休憩所がオープンした。
龍王岬には竜王宮があり鳥居が立っている。安土桃山時代には長宗我部元親が大高坂山での築城を試みたものの鏡川の治水に失敗したため、1591年（天正19年）に桂浜の背後の山に浦戸城を築いて本拠とした。しかし、初代土佐藩主として土佐入りした山内一豊がこの地では手狭であると感じ、1603年（慶長8年）高知城を築いて移ったため浦戸城は廃城となった。現在は、坂本龍馬記念館・桂浜水族館・大町桂月記念碑などの文学碑等がある。坂本龍馬像は高知県の青年有志の募金活動により1928年5月に完成したものである。
昔から月見の名所としても知られ、毎年中秋の名月の夜になると地元出身の歌人・大町桂月を偲びながら文芸を語り酒を酌み交わす「名月酒供養」が開催される。
桂浜は波の変化が激しいため遊泳は禁止されており、2011年（平成23年）8月には幼児が死亡する事故が相次いだため海岸での転落者の救助訓練が毎年行われている。
近隣の浦戸地区には、回天および震洋の格納庫の跡がある。

## 桂浜公園
1951年（昭和26年）3月20日には桂浜公園が開園した。1971年（昭和46年）10月8日には都市計画が決定されており、公園面積は22.5ha、高知市の都市公園（風致公園）になっている。

### 公園内の施設
自然海浜景観エリア
- 龍頭岬
- 坂本龍馬銅像：1928年5月27日建設、本山白雲・作、像高5.3ｍ、総高13.48ｍ。
- 本浜：日本の渚百選
- 本浜休憩所五色のテラス：2021年改装。
- 桂浜水族館：1931年4月1日開館、1984年3月20日現在地に移転開館。
- 龍王岬：海津見神社（龍王宮）

龍馬を学ぶエリア
- 高知県立坂本龍馬記念館：1991年11月15日本館開館、2018年4月新館開館。
- 国民宿舎桂浜荘：1964年開館、2021年9月末で休館。

自然歴史散策エリア
- 浦戸城天守跡：当公園の最高地点で標高59.6ｍの三角点。
- 浦戸城址
- 高知灯台：明治16年6月1日に龍頭岬に設置初点灯され、昭和46年3月龍王岬上方に改築移設された。高さ15.5ｍ、水面から灯火まで50.3ｍ、光達距離36km。

エントランスエリア
- 桂浜海のテラス：休憩所、飲食・お土産店街
- RYOMA YUME HIROBA：野外ステージ
- 有料駐車場：乗用車442台、バス20台、二輪38台。

### 整備上の問題
桂浜公園内には「高知県うぶすな博物館」という博物館があったが、不法占有として高知市が行政代執行で解体した。

## 交通
高知駅または南はりまや橋よりとさでん交通桂浜行き（概ね1～2時間に1本）バスに乗車し、終点で下車。
ゴールデンウィークなどの大型連休になると、臨時駐車場から無料のシャトルバスが運行されることがある。この無料シャトルバスには、ボランティアによる観光ガイドが添乗していることもある。

## 風景

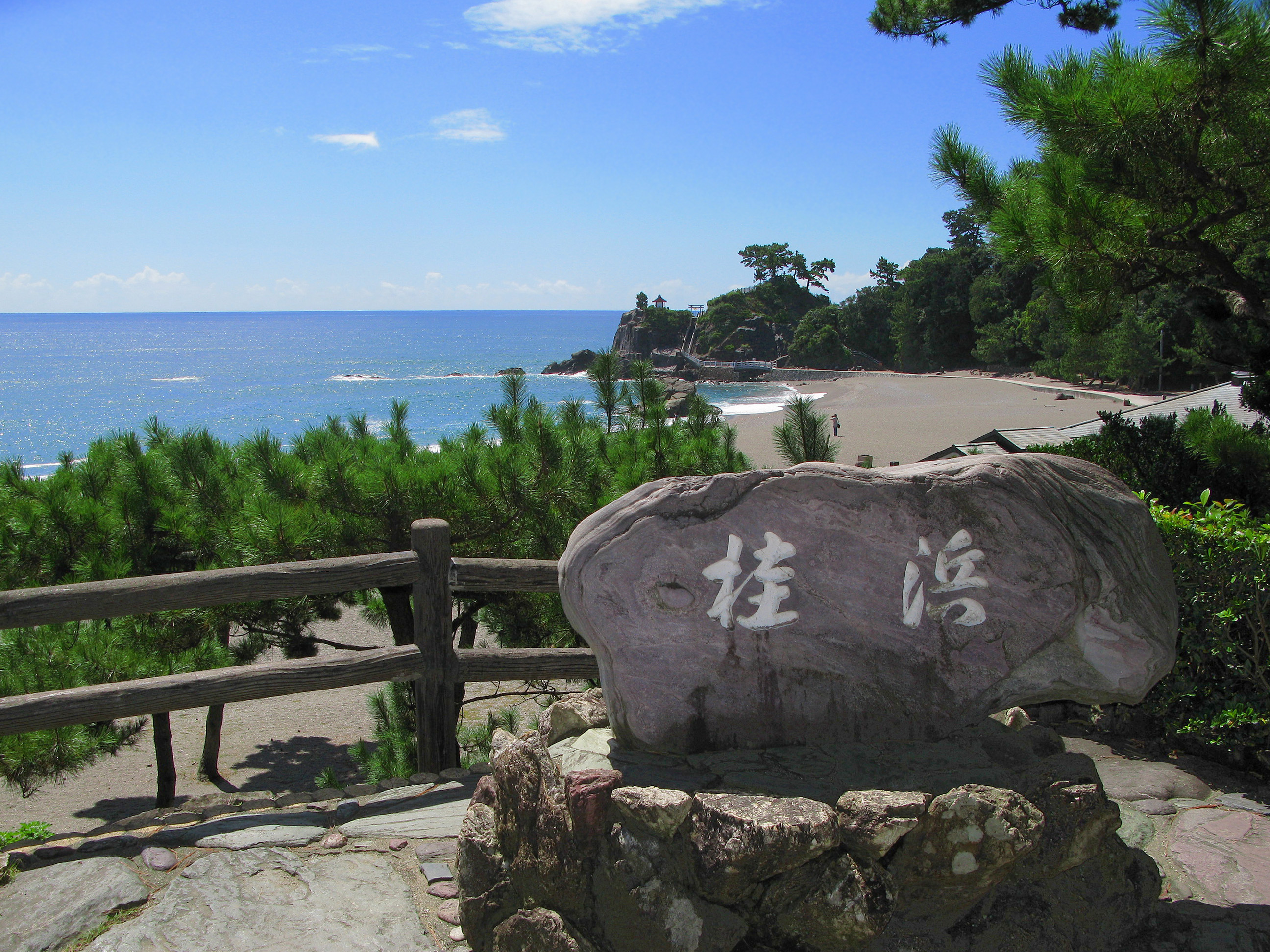
石碑前からの眺望
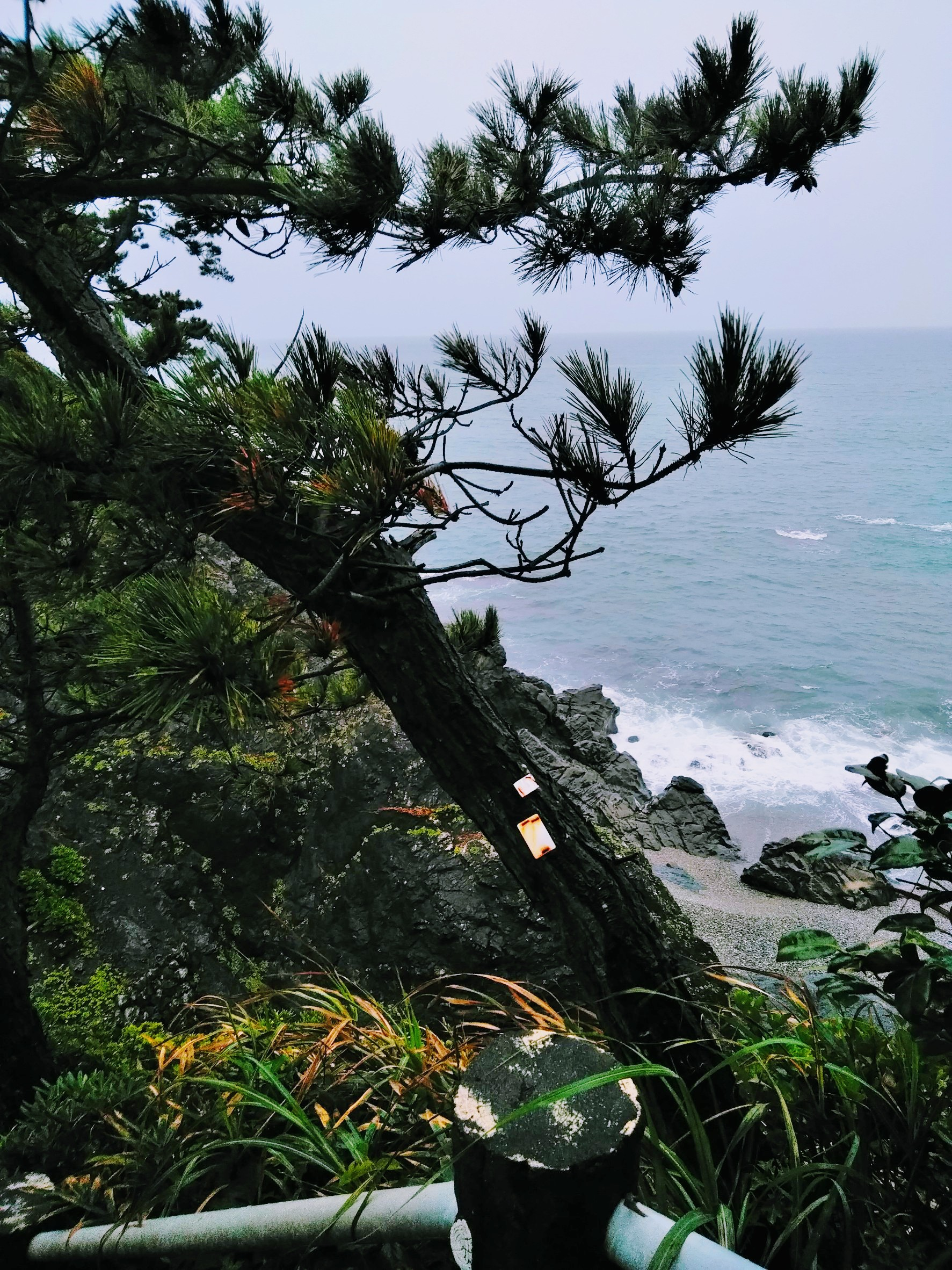
坂本龍馬像付近の階段からの風景
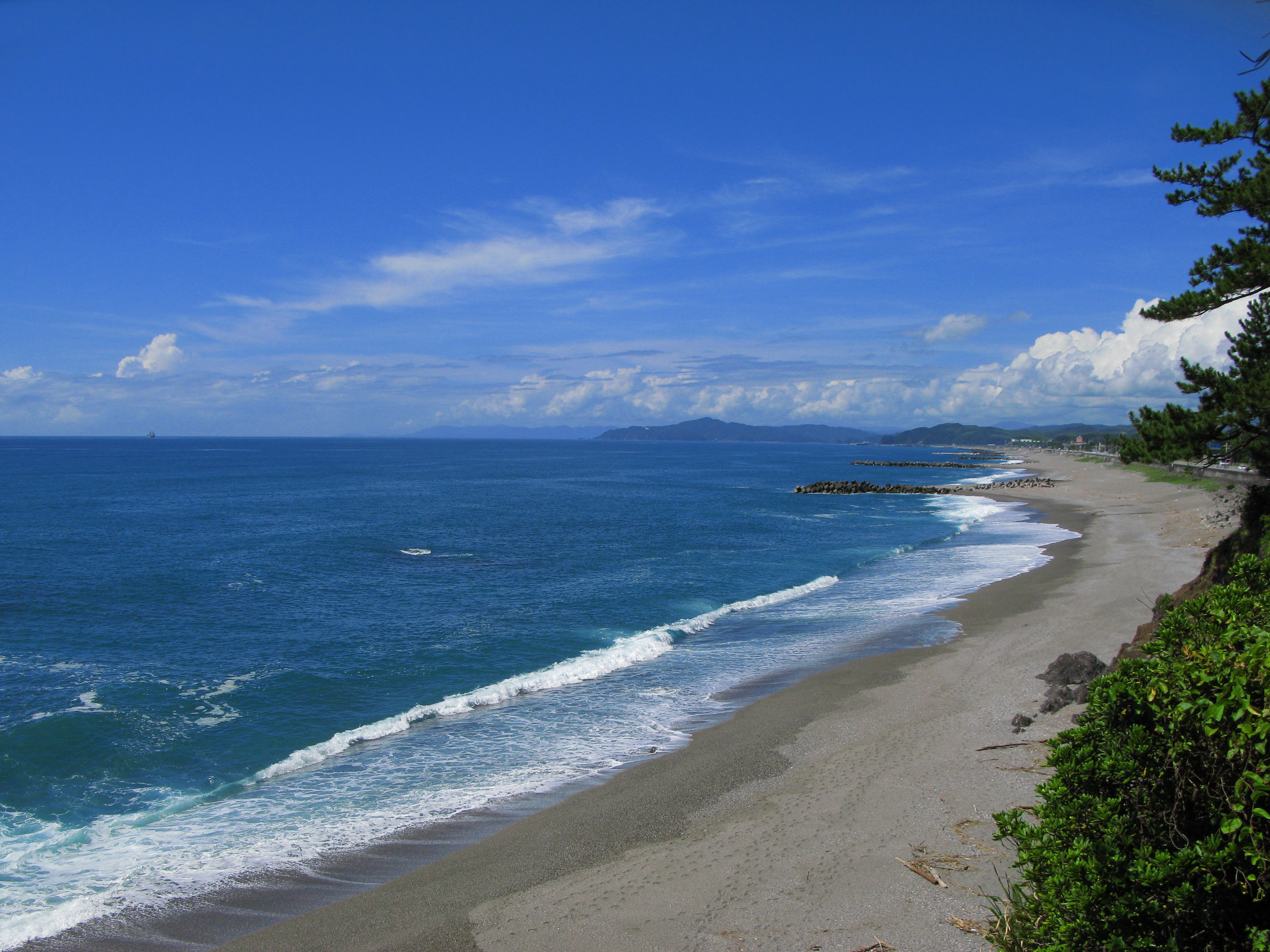
龍王岬より西を望む
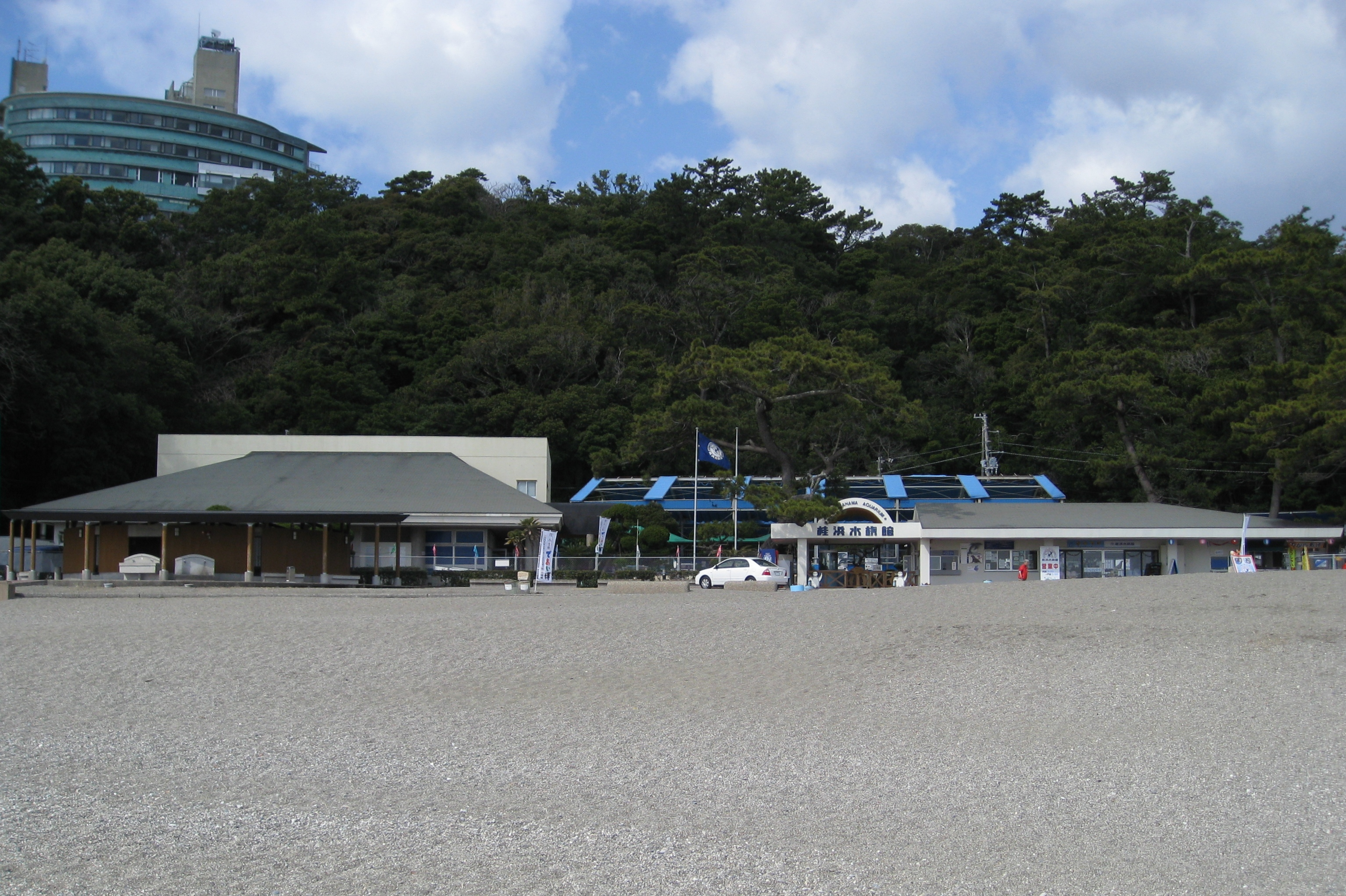
桂浜水族館
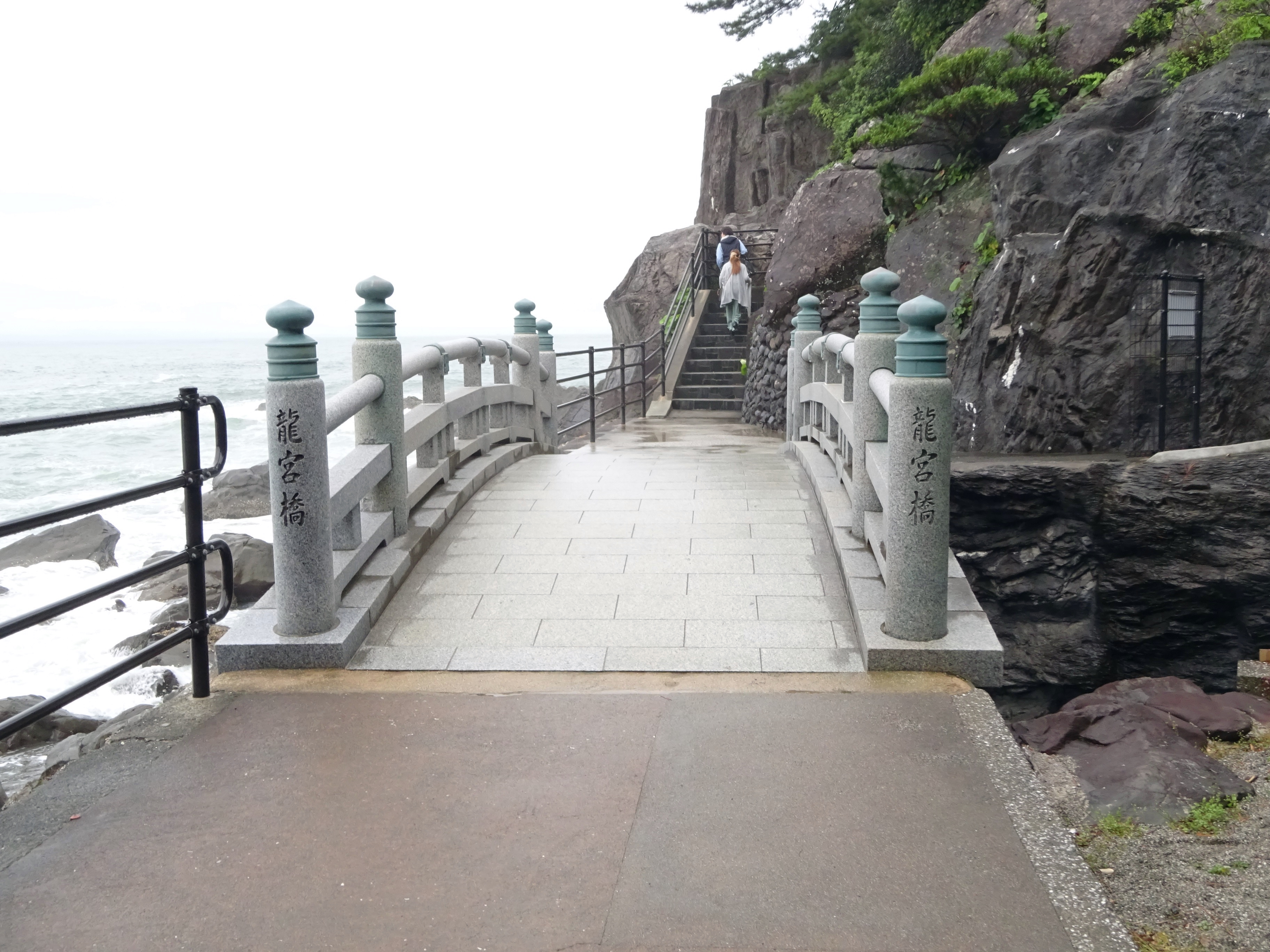
桂浜の龍宮橋
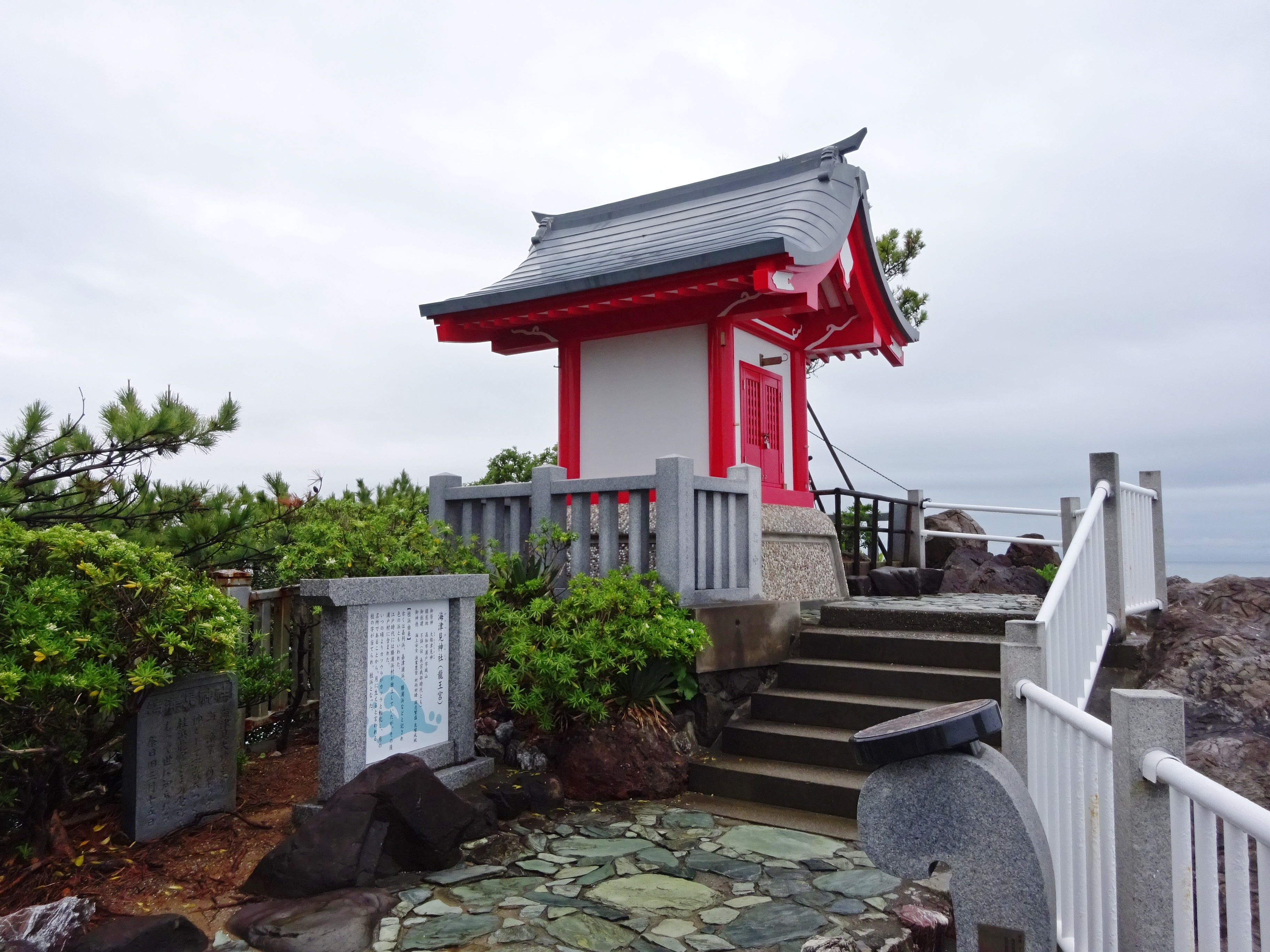
桂浜の海津見神社（龍王宮）
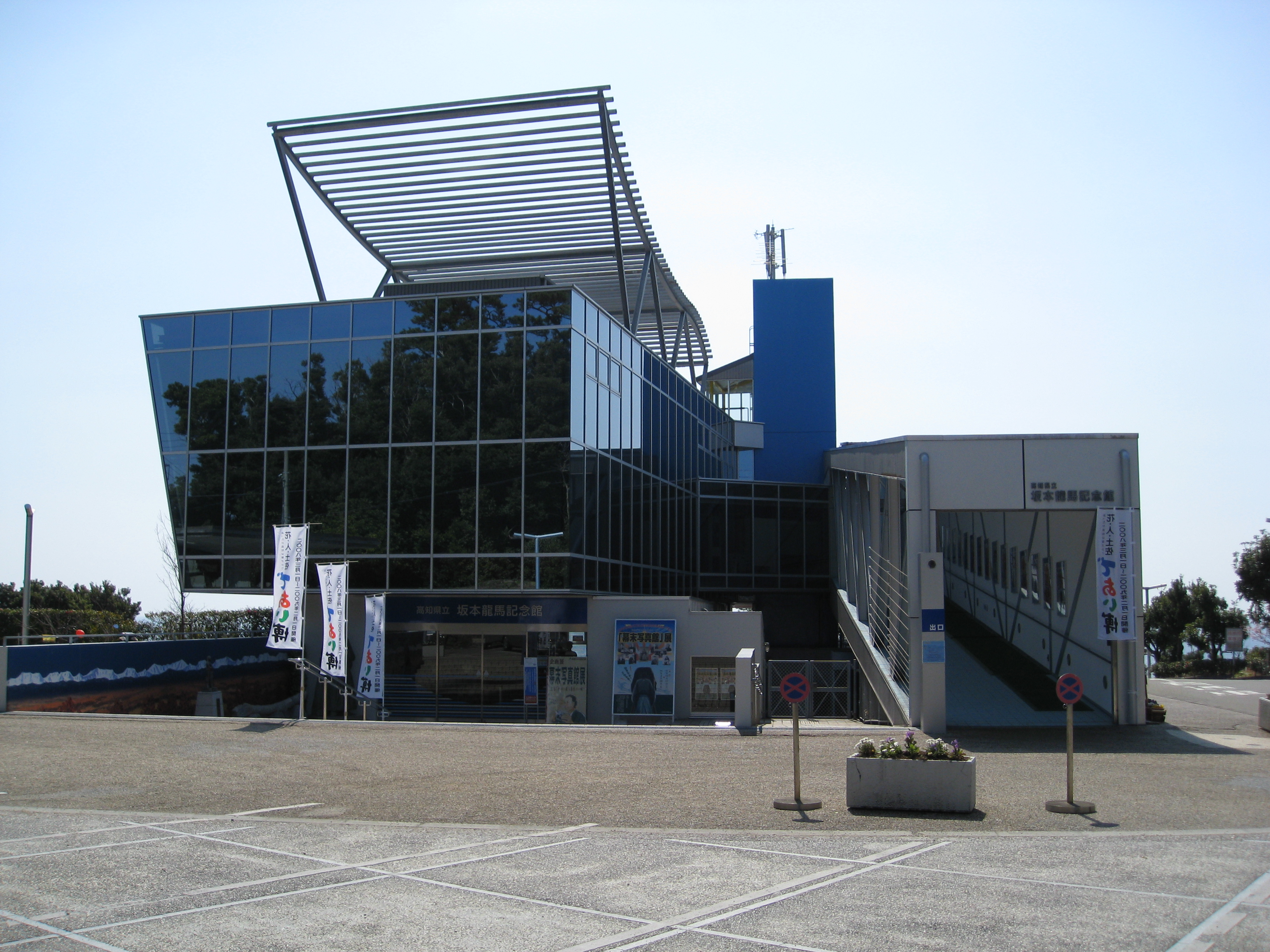
高知県立坂本龍馬記念館（本館）
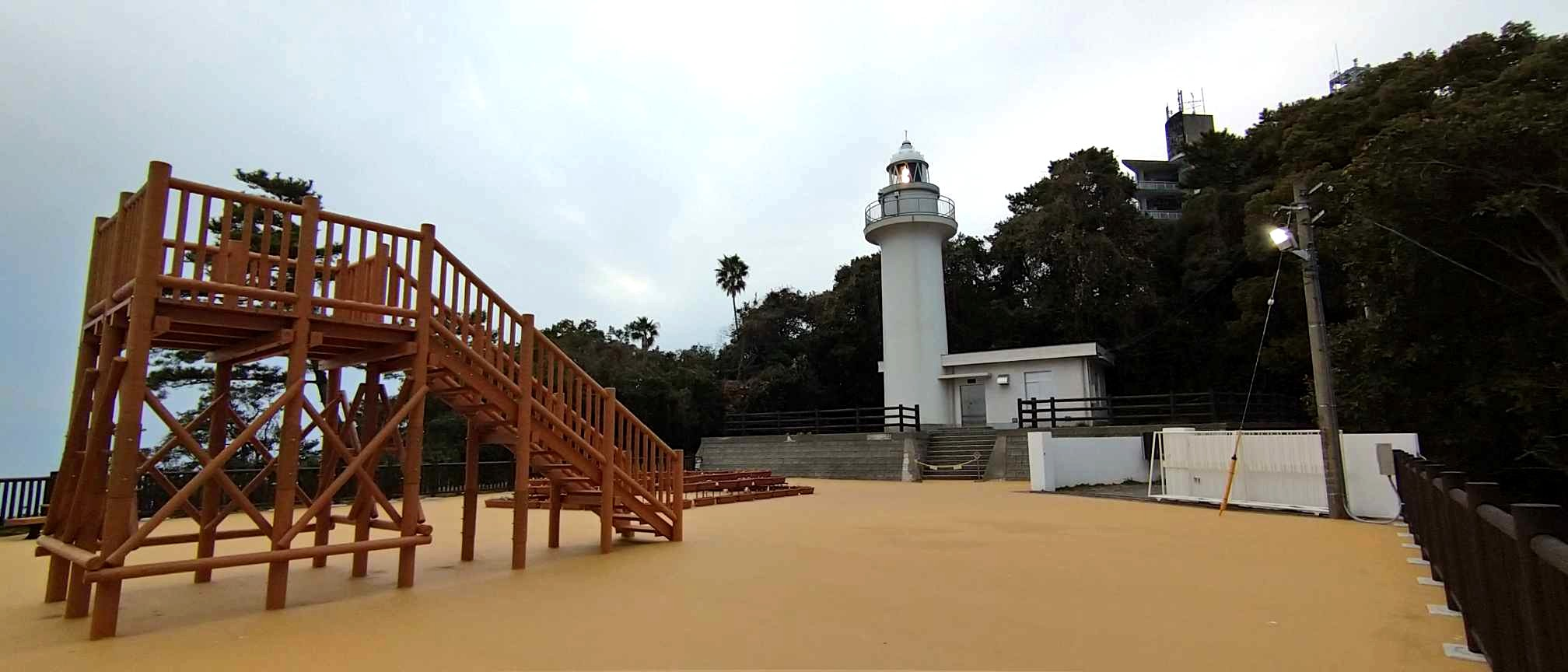
高知灯台
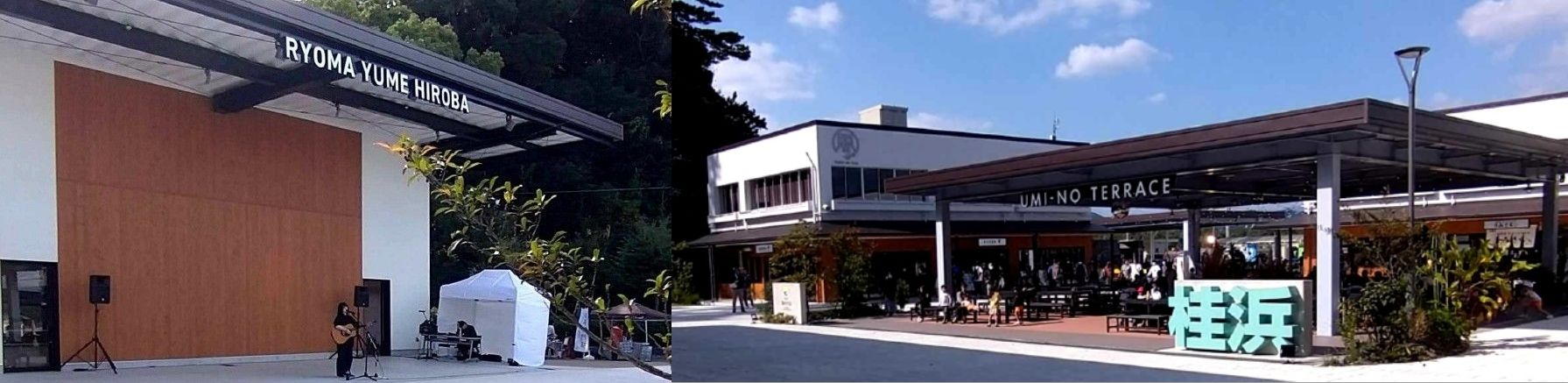
エントランス
2017年閉館のかつてあった桂浜土佐闘犬センター